# (22345) 1992 SP2
1992 أس بي 2 (ويعرف أيضًا باسم (22345) 1992 أس بي 2 وفق تسمية الكوكب الصغير) (بالإنجليزية: 1992 SP2)‏ هو كويكب ضمن حزام الكويكبات؛ وترتيبه 22345 من حيث الاكتشاف.
اكتُشف هذا الجُرم الفلكي بواسطة اليانور إف. هيلين في 23 سبتمبر 1992.

## وصلات خارجية
- (22345) 1992 SP2 في قاعدة بيانات مختبر الدفع النفاث لأجرام النظام الشمسي الصغيرة

- الاكتشاف · مخطط المدار ·  العناصر المدارية · المعلمات المادية

- (22345) 1992 SP2 على موقع ويكي سكاي: DSS2, SDSS, GALEX, IRAS, Hydrogen α, X-Ray, Astrophoto, Sky Map, Articles and images